# Owen Benjamin
Owen Benjamin (24 de mayo de 1980) es un actor y comediante estadounidense, natural de Oswego, Nueva York.

## Vida personal
Benjamin tuvo un relación con la también actriz Christina Ricci.